# 55 Cancri d
Lipperhey
55 Cancri d ou Lipperhey est une exoplanète orbitant autour de l'étoile 55 Cancri. Située sur une orbite aussi distante que celle du Jupiter par rapport au Soleil, c'est la planète la plus externe de ce système planétaire actuellement connue. 55 Cancri d a été découverte en 2002.

## Découverte
Comme la majorité des exoplanètes connues, 55 Cancri c a été découverte en mesurant les variations de vitesse radiale de son étoile. Lors de sa découverte, on connaissait déjà une planète au système de 55 Cancri (55 Cancri b), cependant l'étoile montrait des changements de vitesse radiale qui ne pouvaient pas être imputés à cette dernière.
En 2002, de nouvelles mesures ont révélé la présence d'une planète à longue période orbitale orbitant à environ 5 UA de l'étoile, planète appelée 55 Cancri d. Ces mêmes mesures révélèrent la présence d'une autre planète interne, 55 Cancri c.

## Désignation
55 Cancri d a été sélectionnée par l'Union astronomique internationale (IAU) pour la procédure NameExoWorlds, consultation publique préalable au choix de la désignation définitive de 305 exoplanètes découvertes avant le 31 décembre 2008 et réparties entre 260 systèmes planétaires hébergeant d'une à cinq planètes. La procédure, qui a débuté en juillet 2014, s'achèvera en août 2015, par l'annonce des résultats, lors d'une cérémonie publique, dans le cadre de la XIXe Assemblée générale de l'IAU qui se tiendra à Honolulu (Hawaï).

## Orbite et masse

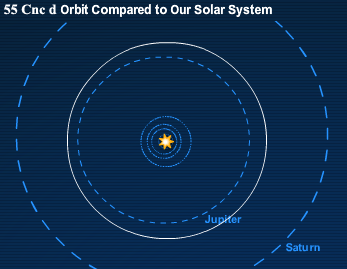
Orbite de 55 Cancri d comparée à celle de Jupiter dans notre Système solaire.

Lors de sa découverte, on pensait que 55 Cancri d avait une orbite assez faiblement excentrique semblable à celle de Jupiter dans le Système solaire, bien que les éléments orbitaux ne fussent pas encore précisément établis. Des observations ultérieures de l'étoile ont affiné les estimations, révélant que l'orbite de la planète est en réalité fortement excentrique.
La méthode des vitesses radiales, utilisée pour la détection de cette planète, indique uniquement la masse minimale de l'objet en question. Des observations astrométriques effectuée par le télescope spatial Hubble suggèrent que l'orbite de cette planète est inclinée à 53° par rapport au plan du ciel. Si les mesures sont confirmées et si le système est bel et bien coplanaire, la vraie masse de 55 Cancri d serait alors 25 % plus élevée que cette limite inférieure, soit environ 4,9 masses joviennes.

## Caractéristiques
Étant donné la masse élevée de la planète, il est très probable qu'il s'agisse d'une géante gazeuse sans surface solide. Cette planète n'ayant été détectée que par une méthode indirecte, à travers son influence gravitationnelle sur 55 Cancri A, certaines propriétés telles que sa composition atmosphérique, son rayon ou sa température sont incertaines, voire inconnues.
En supposant qu'elle ait une composition semblable à celle de Jupiter, et que son environnement soit chimiquement stable, on suppose que 55 Cancri d est recouverte par une couche de nuages d'eau : la chaleur interne de la planète la maintient probablement trop chaude pour que se forment des nuages composés d'ammoniac semblables à ceux que l'on trouve sur Jupiter. Il s'agirait d'une planète de classe II selon la classification de Sudarsky.
À cause de sa masse, sa gravité de surface est probablement quatre fois plus forte que sur Jupiter, soit dix fois plus intense que celle de la Terre.

## Le système de 55 Cancri
| Planète  | Masse (MJ)    | Demi-grand axe (UA) | Période orbitale (d) | Excentricité  |
| -------- | ------------- | ------------------- | -------------------- | ------------- |
| 55 Cnc e | 0,027         | 0,016               | 0,74                 | 0,17 ± 0,04   |
| 55 Cnc b | ≥ 0,83        | 0,11                | 14,65                | 0,010 ± 0,003 |
| 55 Cnc c | ≥ 0,17        | 0,24                | 44,36                | 0,005 ± 0,003 |
| 55 Cnc f | ≥ 0,16        | 0,78                | 259,8 ± 0,5          | 0,30 ± 0,05   |
| 55 Cnc d | ≥ 3,82 ± 0,04 | 5,74 ± 0,04         | 5 169 ± 53           | 0,014 ± 0,009 |